# خليل بن إبراهيم حسن
خليل بن إبراهيم حسن هو دبلوماسي وجراح بحريني كان أول سفير لمملكة البحرين لدى اليابان (منذ 2005) وكان أيضًا وزير الصحة في البلاد.

## سيرة شخصية
خليل بن إبراهيم حسن تخرج في كلية الطب بجامعة دمشق عام 1972. عمل طوال العقد الباقي في المملكة المتحدة قبل أن يعود إلى البحرين ويعمل هناك في العديد من المستشفيات خلال الثمانينيات. خلال التسعينيات، كان حسن أستاذًا في إحدى الجامعات قبل أن يُعَيَّن وزيراً للصحة في البحرين عام 2002. عُيَّن سفيراً للمملكة في اليابان عام 2005، عندما افتتحت البحرين سفارة هناك.

## الحياة الشخصية
هو متزوج وله ابنتان وثلاثة أبناء. تشمل هواياته الغولف والتصوير والتنس والاسكواش والسباحة والسفر.